# Yohance Nicholas
Yohance Amiar Nicholas (ur. 23 sierpnia 1973 w Houston) – amerykański koszykarz, występujący na pozycjach skrzydłowego oraz środkowego.
W 2004 roku, po rozegraniu zaledwie jednego spotkania w barwach Astorii Bydgoszcz, został zwolniony z powodu obrażenia trenera Wojciecha Krajewskiego.

## Osiągnięcia
Drużynowe
- 2-krotny mistrz Łotwy (1998, 2000)
- Wicemistrz Łotwy (2002)
- Brązowy medalista mistrzostw Polski (1999)
- Uczestnik rozgrywek:
  - Suproligi (2001)
  - Pucharu Saporty (1998, 2000)
  - Pucharu Koracia (1999)

Indywidualne
- Uczestnik meczu gwiazd PLK (1999)[2]
- I skład PLK według wyborcza.pl (1999)[3]
- Uczestnik konkursu wsadów PLK (1999)[4]